# Lindholm Len
Lindholm Len var et len i Skåne knyttet til Lindholm Slot.
I 1442 bestod Lindholm Len af Oxie, Bare, Ingelsted og Jerrested herreder. Senere blev Malmøhus Len i 1526 dannet af Oxie, Ingelsted og Jerrested herreder.

## Høvedsmændoglensmænd
| - 1370-1372 rigsråd Peder Nielsen Jernskæg - 1376 Henrik Josefsen Krabbe - 1377-1381 Anders Jakobsen Grim (død 1381) - 1384-1389 Jacob Mus Drefeld - 1406 Magnus von Ahlen - 1419-1427 Jens Grim Has - 1435 Frederik Wardenberg - 1442-1443 ærkebiskop Hans Laxmand (død 1443) | - 1443 tilfaldt vistnok kronen - 1456-1460 Stig Olufsen Krognos - 1466-1484 Peder Nielsen Thott - 1486 Jens Holgersen Ulfstand - 1486-1491 Tønne Vernersen Parsberg - 1495 Eskil Gøye - 1514 Axel Brade i pant | - -1517 Niels Hak i pant - 1517-1522 Johan Oxe til Nielstrup - 1522-1526 Albert Jepsen Ravensberg - 1526-1534 Movrids Jepsen Sparre m.fl. i pant - 1534 grev Kristoffer (svigersøn) - 1534-1540 Mogens Gyldenstjerne - 1540 lagt under Malmøhus |